# Nathaniel Lardner
Nathaniel Lardner (6 juin 1684 à Hawkhurst dans le Kent en Angleterre- 24 juillet 1768) est un théologien anglais. C'est probablement le premier à mener des recherches critiques sur les premiers écrits chrétiens.

## Biographie
Nathaniel Lardner naît le 6 juin 1684 à Hawkhurst dans le Kent en Angleterre. Il est le fils aîné de la famille de Richard Lardner (1653-1740), un ministre de culte indépendant, et de la fille de Nathaniel Collyer (ou Collier), un commerçant de Southwark. Sa sœur Elizabeth épouse Daniel Neal, lequel étudie avec Lardner à Utrecht aux Pays-Bas.
Après des études à Londres, Utrecht et Leyde dans le but de devenir ministre presbytérien, Lardner suit en 1709 une formation pour devenir prêcheur, sans réussir. En 1713, il devient tuteur et chapelain de la famille de Lady Treby, veuve du juge  Sir George Treby, postes qu'il occupe jusqu'en 1721. Trois ans plus tard, en 1724, il prononce régulièrement les sermons à la chapelle de l'église presbytérienne d'Old Jewry à Londres. En 1729, il est nommé ministre adjoint  de la congrégation presbytérienne des Crutched Friars. Il obtient son Doctor of Divinity du Marischal College à Aberdeen en 1743.
Lardner meurt à Hawkhurst le 24 juillet 1768. Une biographie d'Andrew Kippis est comprise dans une édition des Works of Lardner (Œuvres de Lardner), publiées en 1788.
Lardner a maintenu un réseau de correspondants en Angleterre, notamment Thomas Secker et Edward Waddington. Il a aussi régulièrement échangé avec des érudits sur le continent européen ainsi qu'avec des ministres du culte de la Nouvelle-Angleterre aux États-Unis. Il a aussi échangé avec des opposants à ses opinions : John Brekell (en), Samuel Chandler, Philip Doddridge et Henry Miles.

## Œuvres
Ses Memoirs sont publiées anonymement en 1769.
Son ouvrage principal s'intitule The Credibility of the Gospel History; or the Principal Facts of the New Testament confirmed by Passages of Ancient Authors, who were contemporary with our Saviour or his Apostles, or lived near their time. Cette étude, qui ne fait plus autorité aujourd'hui, permet de qualifier Lardner de fondateur des recherches critiques modernes en ce qui concerne les premiers écrits chrétiens. La partie 1, en 2 volumes in-8o, est publié en 1727 ; la publication de la partie 2, en 12 volumes in-8o, commence en 1733 et se termine en 1755. En 1730 paraît une seconde édition de la partie 1 ; les additions et modifications sont publiées dans un autre ouvrage. Un supplément en 3 volumes, A History of the Apostles and Evangelists, Writers of the New Testament, est publié en 1756 et 1757 (il est réimprimé en 1760).
Lardner a aussi rédigé A Large Collection of Ancient Jewish and Heathen Testimonies to the Truth of the Christian Revelation, with Notes and Observations (4 volumes, in-4o, 1764–1767), The History of the Heretics of the two first Centuries after Christ (publication posthume en 1780) et un grand nombre de sermons.